# Robert Ferdinand Cremer

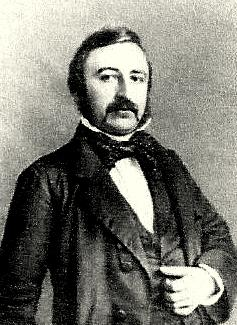
Robert Ferdinand Cremer

Robert Ferdinand Cremer, auch Robert Cremer, (* 27. Dezember 1826 in Aachen; † 21. Januar 1882 in Koblenz) war ein deutscher Architekt und Baumeister des Spätklassizismus und der Neorenaissance.

## Leben und Wirken
Der Sohn des Aachener königlich-preußischen Baumeisters Johann Peter Cremer und Bruder des ebenfalls als Architekt und Baumeister tätigen Friedrich Albert Cremer studierte nach seinem Abschluss an der Höheren Bürgerschule ab 1843 Architektur an der Berliner Bauakademie. Anschließend entschied er sich für eine preußische Beamtenkarriere und war zunächst als Bauführer 1846 bestand er seine Feldmesserprüfung und 1849 wurde er zum Bauführer ernannt, 1854 erfolgte eine Beförderung zum Land-, Wasser- und Eisenbahnbaumeister. Ab 1854 war er als Baumeister in Rheine, Regierungsbezirk Münster, tätig und trug er unter anderem für die Planung und Erstellung des Badehauses I in Bad Oeynhausen die Verantwortung, welches er noch im klassizistischen Stil mit strengen hellenischen Elementen nach dem Vorbild seines Vaters und Schüler Karl Friedrich Schinkels zusammen mit dem Architekten Carl Ferdinand Busse entworfen hatte.
Am 22. September 1856 wurde Cremer als Landesbaumeister unter dem Dombaumeister Ernst Friedrich Zwirner nach Köln berufen und verbeamtet. Hier überwiegend mit Kirchenbauten und Kirchenrestaurierungen betraut, wechselte Cremer seinen bisher angewendeten Stil und setzte nun neoromanische und neugotische Formen und Elemente ein. 1860 bis 1863 baute er mit St. Lambertus in Bliesheim die einzige Kirche, die vollständig auf ihn zurückgeht. Geleitet wurde der Bau der neoromanisch gestalteten Kirche von dem örtlichen Baumeister Friedrich Karl Schubert aus Bonn und am 29. August 1866 wurde die Kirche von dem Kölner Weihbischof Johann Anton Friedrich Baudri konsekriert.
Im Jahr 1862 zog es ihn schließlich nach Aachen, wo er die Anstellung als Bauinspektor der Aachener Regierung annahm. Er wurde als Münsterbaumeister mit der Oberleitung der Restaurierungsarbeiten der Kapellen und des Oktagonäußeren des Aachener Doms betraut und in den Vorstand des Karlsvereins gewählt. Kurz darauf wurde er mit den Planungen und Entwürfen zum Neubau des Hauptgebäudes des Polytechnikums Aachens, der heutigen RWTH Aachen, betraut. Hierzu legte er zwei Entwürfe vor, einen im italienischen Stil der römischen Schule des 16. Jahrhunderts nach dem Vorbild von Baldassare Peruzzi, einen anderen als frei empfundenen Ziegelsteinrohbau im Stil des 14. oder 15. Jahrhunderts nach dem Vorbild des von Joseph von Egle errichteten Stuttgarter Polytechnikums. Die Bauherren, die Revision in Berlin sowie auch das liberal gesinnte Wirtschaftsbürgertum Aachens sprachen sich schließlich für diese zweite Variante aus.
1866 war Cremer Jurymitglied der Industrieausstellung in Paris, ein Jahr später auch bei der dortigen Weltausstellung. Von seinen Erfolgen Planungen beflügelt, nahm Cremer noch 1867/68 an den Architekturwettbewerben für den Berliner Dom und das Reichstagsgebäude teil, konnte sich aber diesmal mit seinen Ideen unter mehr als 100 Bewerbern nicht durchsetzen. Nach dem Entwurf für einen Neubau der Strafanstalt Aachen sowie weiteren Profanbauten und Restaurierungsaufträgen wurde Cremer 1873 nach Koblenz versetzt und dort zum Baurat befördert. Hier war er jetzt unter anderem als Mitglied im Preisgericht für die Vergabe von Bauaufträgen zuständig, trat aber selbst als Baumeister kaum noch nennenswert in Erscheinung. Seine einzigen Bauten in Koblenz waren das Dikasterialgebäude 1876 bis 1878 und ein Anbau an das bestehende Regierungsgebäude 1877 bis 1878, die beide im Zweiten Weltkrieg zerstört wurden.
Robert Cremer starb 1882 in Koblenz im Alter von 55 Jahren.

## Ausgeführte Bauwerke (Auswahl)
- Dunstbadehaus I. in Bad Oeynhausen (1855–1856), zusammen mit Carl Ferdinand Busse
- St.-Johannes-Kirche in Köln-Deutz (1859)
- St. Lambertus in Bliesheim (1860–1863)
- Hauptgebäude der RWTH Aachen (1865–1870)
- Strafanstalt Aachen, heutige alte Justizvollzugsanstalt Aachen (1865–1870)
- St. Josef in Gangelt-Hastenrath (1868–1869)
- Evangelische Kirche Krefeld (vor 1873)
- Grashaus Aachen (Figurenfries, vor 1882)
- Dikasterialgebäude Koblenz (1876–1878)
- Anbau zum Regierungsgebäude Koblenz (1877–1878)

Wettbewerbsteilnahmen
- Berliner Dom (Architektenwettbewerb 1867/68)
- Reichstagsgebäude Berlin (Architektenwettbewerb 1867/68)

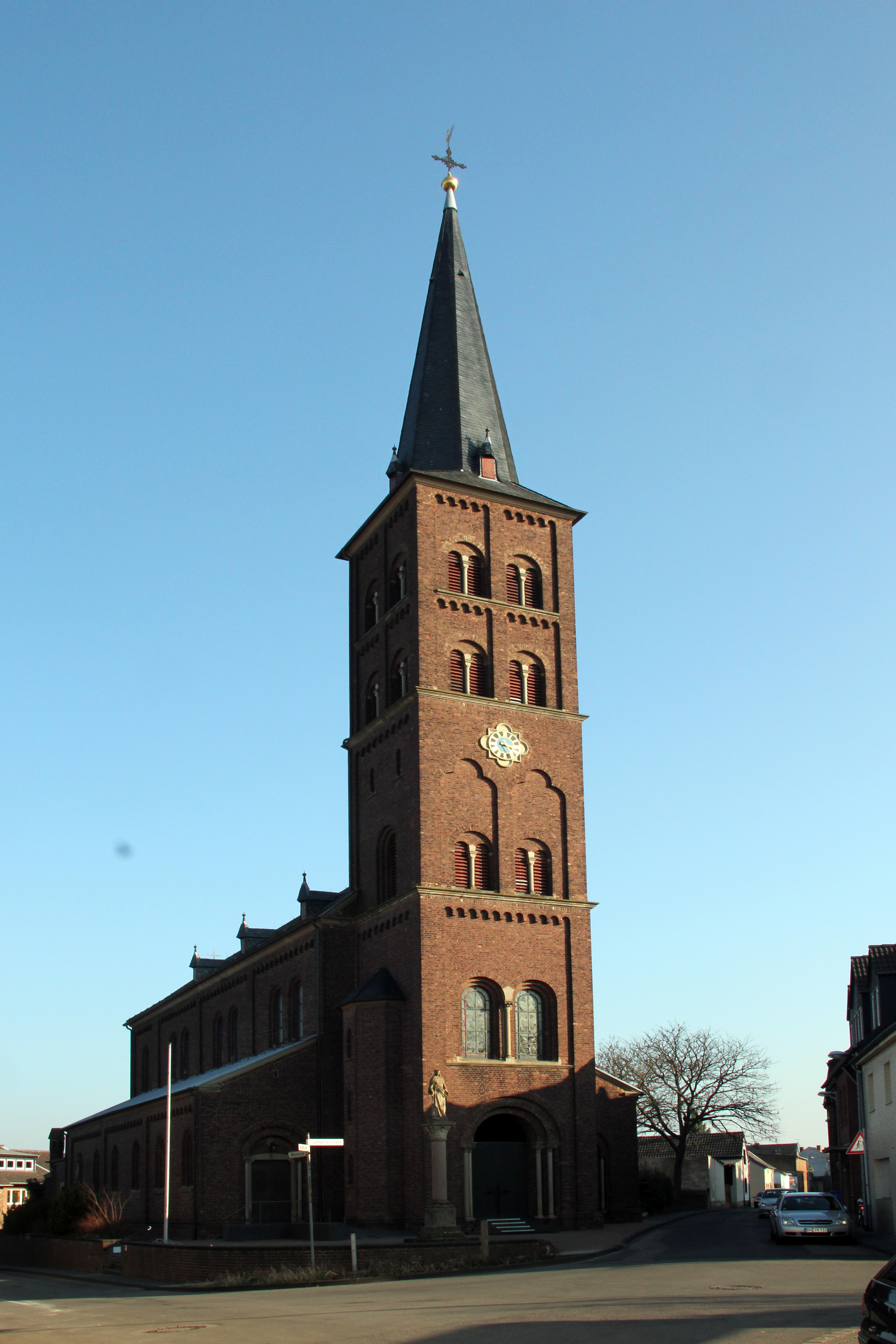
Lambertuskirche Bliesheim
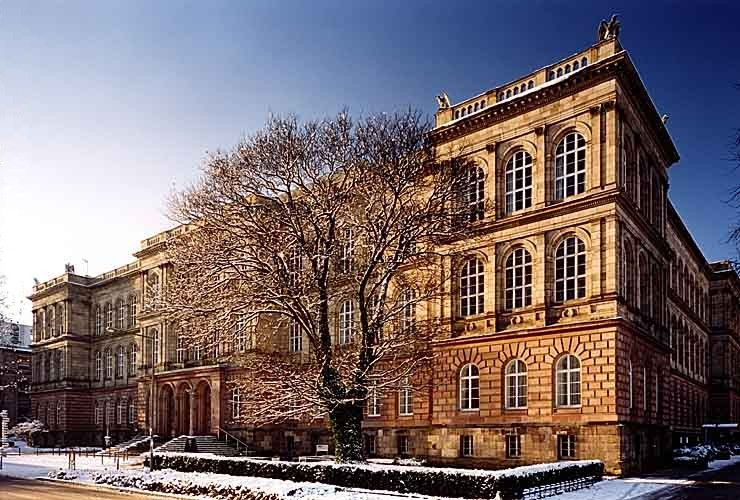
Hauptgebäude der RWTH Aachen
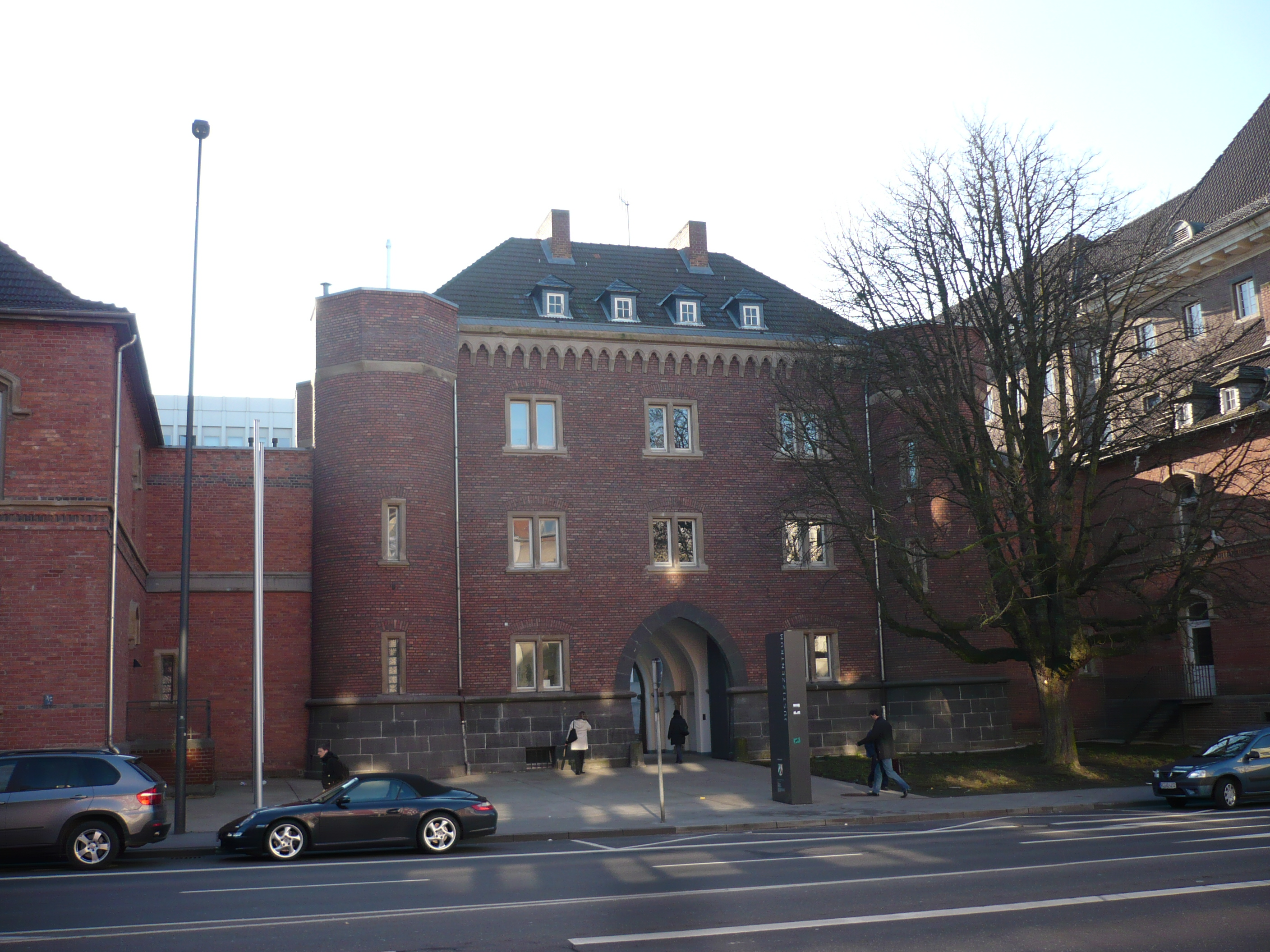
Alte Justizvollzugsanstalt Aachen
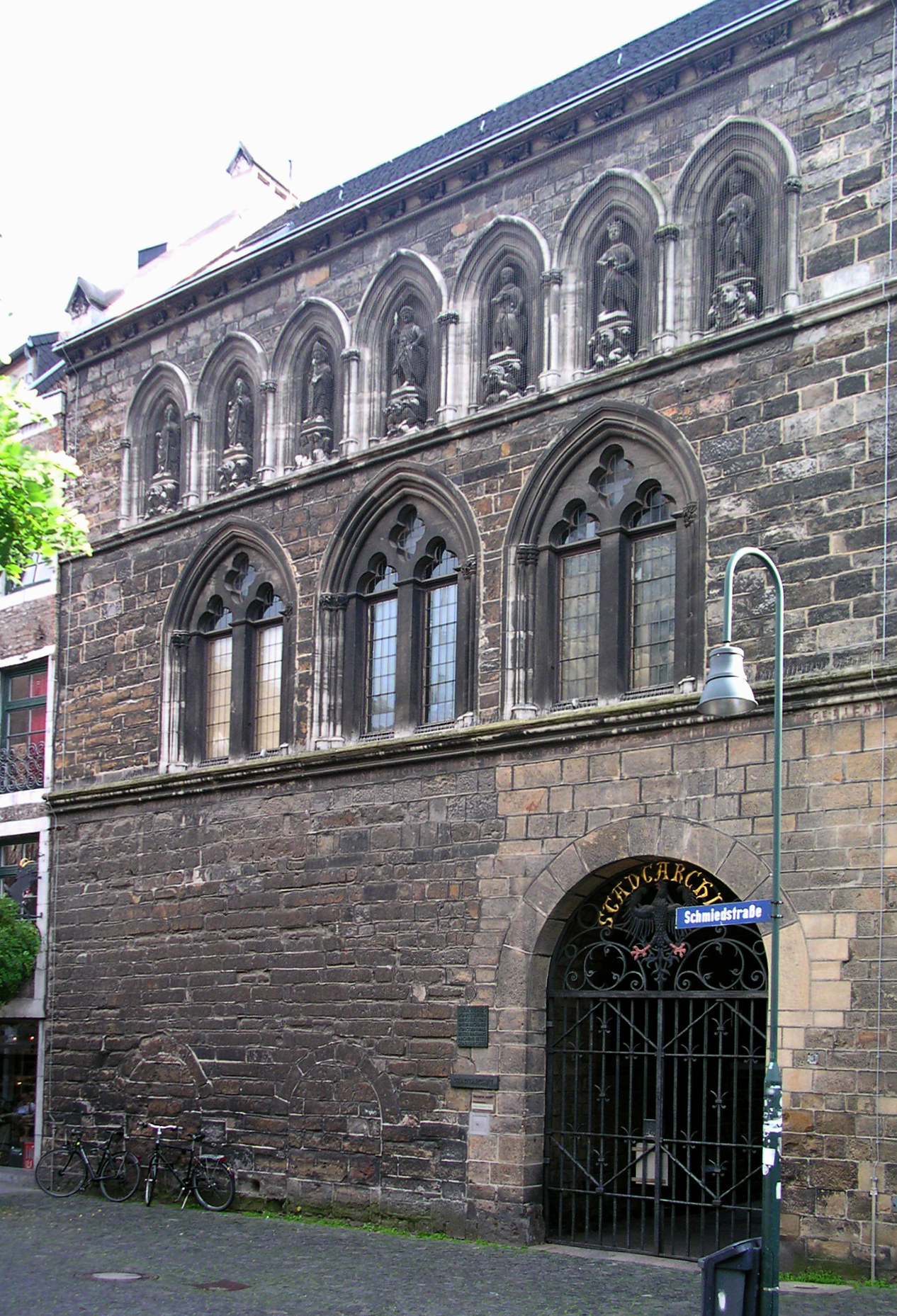
Grashaus Aachen, Figurenfries nach Plänen von Cremer
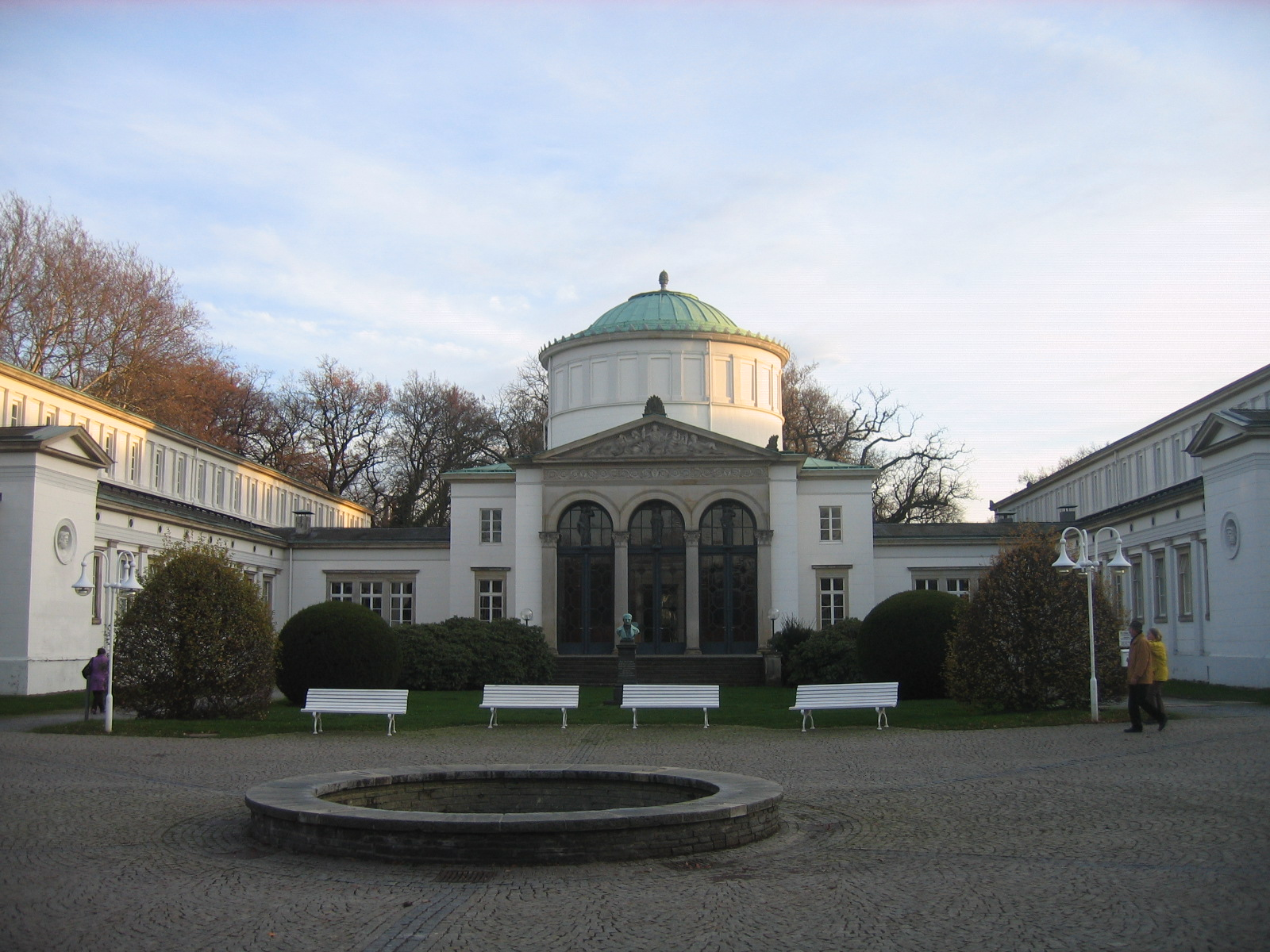
Badehaus I in Bad Oeynhausen

## Belege
1. ↑  
Personal-Nachrichten; Preußen. In: Centralblatt der Bauverwaltung. Nr. 3, 1882, S. 17 (zlb.de).
2. 1 2 3 4 5 6  
Frank Bartsch: Robert Cremer (1826–1882). Erbauer der Bliesheimer Pfarrkirche St. Lambertus und der Technischen Hochschule zu Aachen. In: Jahrbuch 1997 − Stadt Erftstadt. Erftstadt 1997, ISBN 3-9805019-0-6; S. 188.

| Personendaten    | Personendaten                                                                  |
| ---------------- | ------------------------------------------------------------------------------ |
| NAME             | Cremer, Robert Ferdinand                                                       |
| ALTERNATIVNAMEN  | Cremer, Robert                                                                 |
| KURZBESCHREIBUNG | deutscher Architekt und Baumeister des Spätklassizismus und der Neorenaissance |
| GEBURTSDATUM     | 27. Dezember 1826                                                              |
| GEBURTSORT       | Aachen                                                                         |
| STERBEDATUM      | 21. Januar 1882                                                                |
| STERBEORT        | Koblenz                                                                        |